# Лесик Олександр Володимирович
Олекса́ндр Володи́мирович Ле́сик (11 січня 1944, Полонне, Камʼянець-Подільська область, Українська РСР — 26 жовтня 2022, Луцьк, Волинська область, Україна) — український архітектор, художник, педагог. Доктор архітектури (1994). Професор кафедри образотворчого мистецтва(1994). Член Академії архітектури України. Лесик О.В. є автором монографії, близько 100 наукових публікацій та трьох навчальних посібників і 48 навчально-методичних розробок. Перший науковець, який захистив дисертацію доктора архітектури в спеціалізованій Вченій раді Незалежної України. Прийняв вагому участь у створенні Луцької та у розвитку Львівської архітектурних шкіл, працюючи від моменту створення в "Львівській політехніці" спеціалізованої Вченої ради по захисту докторських і кандидатських дисертацій.

## Життєпис
Олександр Лесик народився 11 січня 1944 року в місті Полонне, Хмельницька область. Ріс без батька у простій селянській сімʼї. З дитинства захоплювався малюванням, читанням, боксом та мріяв стати льотчиком. Але став архітектором. 
У 1968 році закінчив повний курс навчання у Львівському політехнічному інституті ордена Леніна за спеціальністю «Архітектура» за спеціалізацією «Архітектура житлових і громадських будинків» і отримав кваліфікацію «Архітектор». Його дипломною роботою був проєкт реставрації Олеського замку в Львівській області. 
У 1971–1973 роках навчався в аспірантурі Київського інженерно- будівельного інституту.
У 1968 – 1969 роках – практикуючий архітектор Львівського, а у 1974 – 1977 роках – Рівненського обласного відділу будівництва та архітектури.
Кандидат архітектури з березня 1979 року. Дисертацію на тему «Принципи використання пам’ятників архітектури Прикарпаття під турбази» захистив у спеціалізованій вченій раді Київського інженерно-будівельного інституті. Номер диплома AXNo 000260.
Доктор архітектури з квітня 1994 року. Дисертацію на тему «Формування закладів відпочинку та туризму в історико-архітектурному середовищі України» за спеціальністю 18.00.01 «Теорія архітектури, реставрація пам’яток архітектури» захистив у спеціалізованій вченій раді Київського державного університету будівництва та архітектури. Номер диплома – ДН No 000553.
В 1994 році Олександр Лесик отримав наукове звання професора кафедри «Образотворче мистецтво».
В 1995 році обраний членом-кореспондентом Української академії Архітектури, а в 2003 році – дійсним членом Української Академії Архітектури. Член постійної спеціалізованої вченої ради Д 35.052.11 у Національному університеті «Львівська політехніка».
З 1977 року працював у Луцькому філіалі Львівського політехнічного інституту на кафедрі «Графіка та архітектура», яку очолював до 1986 року.
У 1986 – 1994 роках та у 2005-2020 роках – завідувач кафедри «Образотворче мистецтво» Луцького педінституту імені Лесі Українки та згодом Волинського національного університету імені Лесі Українки.
У 1994 створив Інститут мистецтв у Луцькому педагогічному інституті імені Лесі Українки та очолював його до 2005 року як директор Інституту мистецтв Волинського державного університету імені Лесі Українки.
З вересня 2020 року – професор кафедри архітектури та містобудування Луцького національного технічного університету.

## Основні навчально-методичні та наукові праці
- Лесик О.В. Охрана и рациональное использование памятников архитектуры. / О.В. Лесик .  – Львів: Вища школа, 1987. – 126 с.
- Лесик О.В. Замки та монастирі України. / О.В. Лесик .  – Львів: Світ, 1993. – 175 с.
- Лесик О.В. Храмове будівництво на Волині XVII – XVIII ст.. / О.В. Лесик .  – К.: Українська академія мистецтв, 1997. – С.195–197. (Дослідницькі та науково-методичні праці, випуск 4).
- Лесик О.В. Майстри храмового дерев’яного зодчества Волині. / О.В. Лесик .  – К.: Українська академія мистецтв, 1999. – С.153–157. (Дослідницькі та науково-методичні праці, випуск 6).
- Лесик О.В. Туризм і памятки матеріальної культури. / О.В. Лесик .  – Луцьк.:Волинський державний університет ім.. Лесі Українки, 1999. – С.26 – 29. (Науковий вісник ВДУ).
- Лесик О.В. Економічна рентабельність реставрації пристосування та експлуатації фортифікаційних комплексів Волині під заклади туризму та відпочинку/ О.В. Лесик. – Рівне: РДГУ,  2008. – С. 143–144.  ( Зб. наук. праць: наук. записки Рівненського державного гуманітарного університету Архітектурна спадщина Волині»).
- Лесик О.В Історико-архітектурна характеристика монастирів Волині / О.В. Лесик. – К.: Українська академія мистецтв, 2012. – С.171–175. (Дослідницькі та науково-методичні праці, випуск 19).
- Лесик О.В Пристосування пам’яток архітектури України для нових потреб: сучасна проблематика. / О.В. Лесик. – Рівне: РДГУ,  2014. – С. 22–26. ( Зб. наук. праць: наук. записки Рівненського державного гуманітарного університету).
- Лесик О.В Проблеми реставрації та пристосування пам’яток архітектури України для сучасних функцій.  / О.В. Лесик. – Полтава: ПНПУ,  2015. – С. 37–44. – ( зб. наук. праць Полтавського національного педагогічного університету ім. В.Г.  Короленка. Етнотрадиції у дизайні та архітектурі).
- Лесик О.В. Принципи реставрації пам’яток архітектури. / О.В. Лесик. – К.: Українська академія мистецтв, 2015. – С.97–104. (Дослідницькі та науково-методичні праці, випуск 21).

## Основні роботи
- База відпочинку в селі Карасин Рівненської області (1976).
- Туристичний маршрут «По пам'ятках архітектури Прикарпаття» (1977).
- Проект культурно-освітнього центру в монастирі піарів в місті Любешів (1989).
- Проект реконструкції міста Берестечка Рівненської області (1997).
- Шість персональних виставок художніх робіт «Пам'ятки архітектури України» у Львові, Рівному, Луцьку (1976–1996).

## Почесні звання
- Грамота від ректора ВДУ імені Лесі Українки за багаторічну науково-творчу роботу та розвиток університету;

- Почесна грамота Волинської обласної державної адміністрації за багаторічну роботу у галузі науки і освіти (2012р.);

- Нагрудний знак ВНУ імені Лесі Українки за вагомий внесок у розвиток науки і освіти у зв’язку з 70-ти річчям університету.